# インテラムニア (小惑星)
インテラムニア (704 Interamnia) は小惑星帯に位置する小惑星で、小惑星帯の中ではケレス、ベスタ、パラス、ヒギエアに次ぎ、5番目に大きい天体である。小惑星帯内の全天体の質量の2.0％を占めると見積もられている。太陽から平均3.067天文単位の位置を公転している。1910年10月2日にイタリアのテーラモでヴィンチェンツォ・チェルッリによって発見され、テーラモのラテン語名にちなんで命名された。
いわゆる「ビッグ・フォー」以外では最も大きい小惑星であるが、インテラムニアの研究はほとんど進んでいない。最大のF型小惑星であるが、内部の組成や形は分かっていない。また光度曲線が観測されていないため、黄道座標や赤道傾斜角も測定されていない。かさ密度は高いと見積もられており、全て固体で、気孔や水の痕跡はないと考えられている。その大きさから、太陽系の形成時に小惑星帯で起こったと考えられる衝突に耐え抜いたものと考えられている。
表面がとても暗く、太陽からも比較的離れているため、インテラムニアは口径5cm程度の双眼鏡では見ることは困難である。衝の付近では、光度は11.0等級になるが、これはベスタ、ケレス、パラスの最も暗い時よりもさらに暗い。近日点にいる時でさえ、光度はベスタより4等級も暗い9.9等級にすぎない。
2003年3月に日本とハワイで掩蔽が観測され、長径約350kmの楕円状の形が明らかになった。また、掩蔽された恒星は連星であることも確かめられた。